# Novolouhanske
Novolouhanske (ukrainien : Новолуганське ; russe : Новолуганское ) est une localité rurale du Raïon de Bakhmout ( district ) dans l'oblast de Donetsk dans l'est de l'Ukraine, à 56,2 km au nord-est du centre de la ville de Donetsk, sur la rive de la rivière Luhan, en face de Svitlodarsk.

## Guerre russo-ukrainienne
La guerre du Donbass qui a commencé à la mi-avril 2014 a fait des victimes à la fois civiles et militaires. Depuis le début de la guerre, Novolouhanske était considérée comme un no man's land et ni les forces ukrainiennes ni séparatistes n'y étaient stationnées en permanence. Cette situation dure jusqu'en janvier 2017, lorsque la ville est capturée par l'armée ukrainienne sans résistance. Le gouvernement ukrainien contrôle depuis lors la ville, bien que des combats sporadiques se poursuivent . Deux militaires ukrainiens sont tués près du village le 27 mars 2017.
Le 18 décembre 2017, une cinquantaine de bâtiments, dont une école, un jardin d'enfants et un poste de santé, sont endommagés par une attaque contre le village par des lance-roquettes multiples de type Grad. Huit personnes (dont une fillette de six ans) sont blessées à la suite de l'attaque,.
Le 7 juin 2019, deux militaires ukrainiens sont tués, et quatre sont blessés,. Le 21 février 2022, un civil meurt lors d'un bombardement de Novolouhanske. Les infrastructures sont endommagées par les bombardements et le village se retrouve sans électricité ni chauffage.
Novoluhanske aurait été capturé par les forces russes le 25 juillet 2022, lors de l'offensive de l'Ukraine orientale dans le cadre de l'invasion russe de l'Ukraine en 2022.
En décembre 2017, plus de 3 700 personnes vivaient à Novolouhanske, dont plus de 500 enfants.
Langue maternelle au recensement ukrainien de 2001 :
- Ukrainien — 32,61 %
- Russe — 66,01%